# بيتر فريدريك هيورت
بيتر فريدريك هوست هيورت (بالنرويجية البوكمول: Peter Fredrik Holst Hjort)‏ هو طبيب وبروفيسور نرويجي، ولد في 23 مارس 1924 في أوسلو في النرويج، وتوفي في 2011 في باروم في النرويج.